# SV Neufahrwasser
SV Neufahrwasser (celým názvem: Sportverein 1919 Neufahrwasser) byl německý sportovní klub, který sídlil v západopruském městě Danzig, ve čtvrti Neufahrwasser (dnešní Gdaňsk v Pomořském vojvodství). Založen byl v roce 1919. V roce 1943 se klubu podařilo zvítězit v Gaulize Danzig-Westpreußen. Zaniká v roce 1945 po sovětsko-polské anexi Pruska. Klubové barvy byly černá a bílá.
Své domácí zápasy odehrával na stadionu Ertelplatz.

## Získané trofeje
- Gauliga Danzig-Westpreußen ( 1× )
  - 1942/43

## Umístění v jednotlivých sezonách
Stručný přehled
Zdroj: 
- 1934–1935: Bezirksliga Ostpreußen
- 1935–1938: Gauliga Ostpreußen – sk. Danzig
- 1938–1939: Bezirksliga Ostpreußen
- 1939–1940: Gauliga Ostpreußen
- 1940–1944: Gauliga Danzig-Westpreußen

Jednotlivé ročníky
Zdroj: 
Legenda: Z – zápasy, V – výhry, R – remízy, P – porážky, VG – vstřelené góly, OG – obdržené góly, +/- – rozdíl skóre, B – body, červené podbarvení – sestup, zelené podbarvení – postup, fialové podbarvení – reorganizace, změna skupiny či soutěže
| Velkoněmecká říše (1934 – 1944) |                                 |        |    |    |   |   |    |    |     |    |        |
| Sezóny                          | Liga                            | Úroveň | Z  | V  | R | P | VG | OG | +/- | B  | Pozice |
| 1934/35                         | Bezirksliga Ostpreußen          | 2      | …  | …  | … | … | …  | …  | …   | …  |        |
| 1935/36                         | Gauliga Ostpreußen – sk. Danzig | 1      | 12 | 5  | 0 | 7 | 22 | 31 | -9  | 10 | 5.     |
| 1936/37                         | Gauliga Ostpreußen – sk. Danzig | 1      | 12 | 4  | 1 | 7 | 12 | 31 | -19 | 9  | 5.     |
| 1937/38                         | Gauliga Ostpreußen – sk. Danzig | 1      | 12 | 2  | 2 | 8 | 13 | 42 | -29 | 6  | 7.     |
| 1938/39                         | Bezirksliga Ostpreußen          | 2      | …  | …  | … | … | …  | …  | …   | …  |        |
| 1939/40                         | Gauliga Ostpreußen              | 1      | 6  | 2  | 0 | 4 | 10 | 24 | -14 | 4  | 5.     |
| 1940/41                         | Gauliga Danzig-Westpreußen      | 1      | 10 | 4  | 2 | 4 | 19 | 25 | -6  | 10 | 3.     |
| 1941/42                         | Gauliga Danzig-Westpreußen      | 1      | 18 | 14 | 2 | 2 | 72 | 48 | +44 | 30 | 2.     |
| 1942/43                         | Gauliga Danzig-Westpreußen      | 1      | 16 | 13 | 1 | 2 | 59 | 25 | +34 | 27 | 1.     |
| 1943/44                         | Gauliga Danzig-Westpreußen      | 1      | 17 | 8  | 1 | 8 | 45 | 57 | -12 | 17 | 3.     |